# Isabeau
Isabeau è una leggenda drammatica o opera in tre atti del compositore Pietro Mascagni (1911), su libretto di Luigi Illica. Mascagni diresse la prima il 2 giugno 1911 al Teatro Coliseo di Buenos Aires. Si tratta di una rivisitazione della leggenda medievale inglese di Lady Godiva di Alfred Tennyson, come Mascagni descrisse in una intervista: «ritorno al romanticismo che ispirò così tanto l'opera italiana.»

## Ruoli

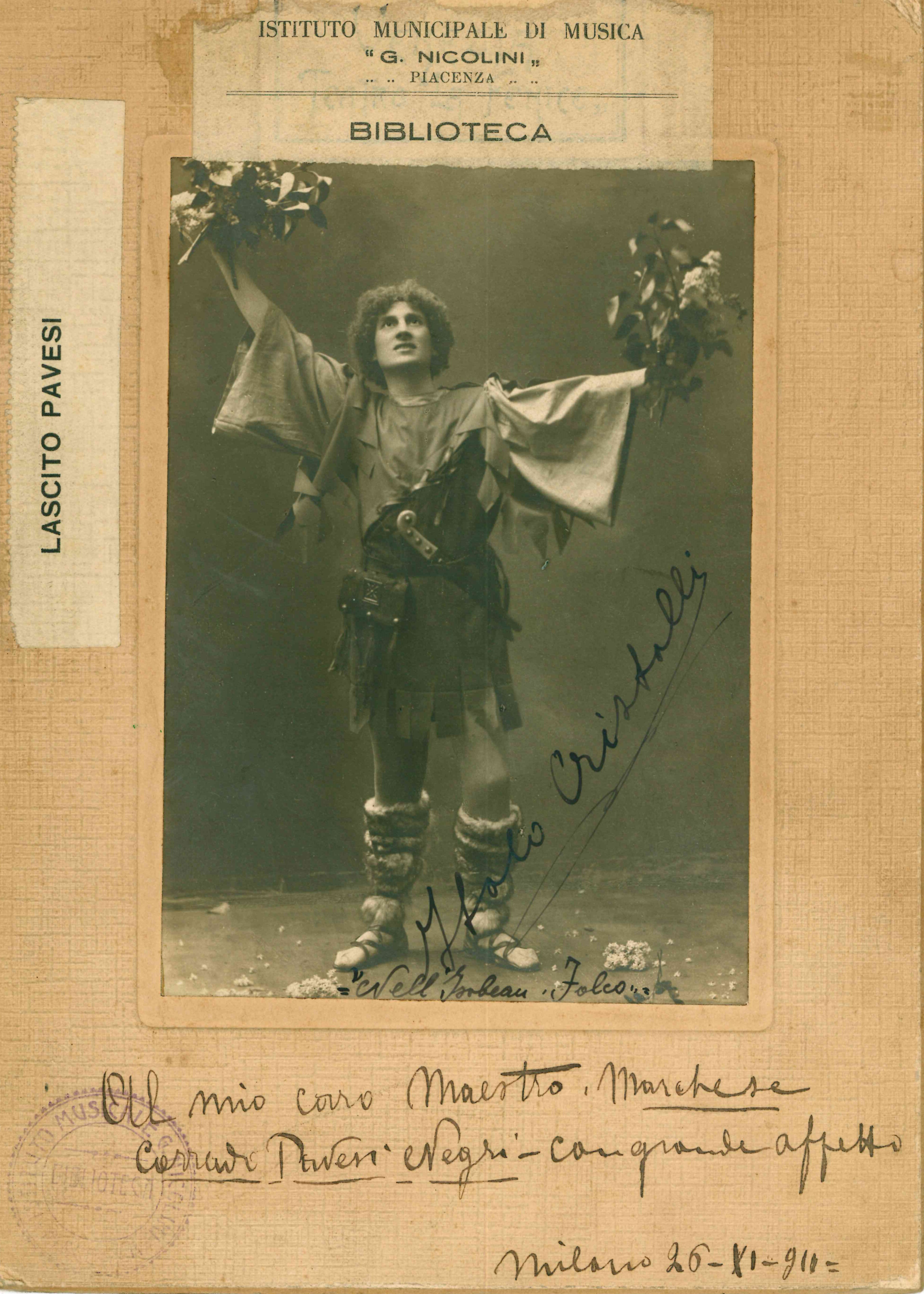
Italo Cristalli interprete di Folco in Isabeau (1911)

| Personaggio                | Voce     | Cast prima, 2 giugno 1911 (Direttore: Mascagni) |
| -------------------------- | -------- | ----------------------------------------------- |
| Re Raimondo                | basso    | Carlo Galeffi                                   |
| Isabeau, sua figlia        | soprano  | Maria Farneti                                   |
| Cornelius, ministro del re | baritono | Giuseppe La Puma                                |
| Folco, un falconiere       | tenore   | Antonio Saludas                                 |
| Ermyntrude                 | soprano  | Olga Simzis                                     |
| Ermyngarde                 | soprano  | Amalia Columbo                                  |
| Giglietta                  | soprano  | Maria Pozzi                                     |
| il cavalier Faidit         | baritono | Teofilo Dentale                                 |
| l'araldo maggiore          | basso    | Filippo Biancofiore                             |

## Genesi e fortuna dell'opera
Nel 1908 Mascagni accettò con grande entusiasmo il soggetto di ambientazione medievale proposto da Illica e si accinse a compiere un lavoro lungo e accurato perché voleva che Isabeau rappresentasse l'esatta estrinsecazione del melodramma moderno, che avrebbe costituito una novità, distanziandosi, come egli stesso scrisse in una lettera al librettista, «da tutti i Debussy e gli Strauss di questo mondo».
Nella travagliata gestazione di quest'opera emerge anche il rapporto tra il compositore e il librettista: una forte unione caratterizzata da un percorso travagliato e non lineare e da visioni differenti all'interno della stessa opera che portano però a risultati condivisi da entrambi. 
Isabeau non è un'opera realista, ma è collocata in una città immaginaria pervasa da un tempo da favola e non si articola in pezzi chiusi ma in lunghi declamati. In Isabeau l'orchestra assume un ruolo più importante rispetto alle altre opere dell'autore e si assiste ad una sua più analitica compenetrazione con la voce.
Fu rappresentata la prima volta in Sud America durante una tournée di Mascagni, il debutto ebbe luogo al Teatro Coliseo di Buenos Aires, poi fu proposta a Rosario, Rio, Sao Paolo e Montivideo il 2 giugno 1911 e la prima italiana fu allestita e diretta da Mascagni stesso al Teatro La Fenice di Venezia il 20 gennaio 1912 con Maria Llacer e Italo Cristalli, tra gli interpreti, quest'ultimo si contese il ruolo Folco con Bernardo De Muro, che divenne poi il principale interprete del personaggio.

## Trama
La prima pagina del libretto illustra così l'epoca nella quale si svolge la vicenda:
«A' bei dì lontani quando la Leggenda correva il mondo, quando, al caldo soffio di una primavera di idealità, su da tutte le terre pullulava il fiore della Fantasia e sbocciava l'Eroe o l'Eroina, giù nei tuguri o su in alto nelle aurate Reggie, tra i figli della gleba e del bosco o tra le bionde pulzelle incoronate: Poesia di Popolo e Poesia di Re»
Re Raimondo cerca un marito per la bella e pura figlia Isabeau organizzando un torneo, ma ella non vuole scegliere nessuno. Quando il re la costringe a girare nuda per la città, la gente rifiuta di guardarla in segno di rispetto e chiede al re l'emanazione di un editto di condanna alla cecità a chiunque osi guardarla. Ignaro del decreto, il falconiere Folco guarda casualmente Isabeau durante il suo giro e viene arrestato. Quando Isabeau lo visita in carcere, si innamora di lui e implora il padre di perdonarlo. Tuttavia, il ministro del re esalta le passioni del popolo che salgono dalla folla e uccide Folco. Isabeau, distrutta dal dolore, si suicida accanto all'amato.